# Automeris huascari
Automeris huascari is een vlinder uit de onderfamilie Hemileucinae van de familie nachtpauwogen (Saturniidae). De wetenschappelijke naam van de soort is voor het eerst geldig gepubliceerd in 2013 door Ronald Brechlin, Frank Meister & Horst Käch.